# 絲絨電鋸
是一部2019年美國恐怖片，由丹·吉洛伊自編自導，其主演包括傑克·葛倫霍、蕾妮·羅素、東妮·克莉蒂、札薇·艾希頓、湯姆·史特瑞吉、娜塔莉亞·戴爾、戴維德·迪格斯、比利·馬格努森和約翰·馬克維奇。故事描述未知藝術家遺留下的無價藝術品意外地為藝廊帶來前所未有的詭事。該片最先於2019年1月27日在日舞影展上舉行全球首映，並於2019年2月1日在Netflix上發行。

## 劇情
一位未知藝術家留下的一系列無價大作讓藝廊及整個藝術界帶來了無比的喜悅，但沒人料想到竟有一股超自然的力量會對那些貪婪並褻瀆藝術人帶來詛咒。

## 演員
- 傑克·葛倫霍 飾 莫夫·范德沃爾特（Morf Vandewalt）
- 蕾妮·羅素 飾 蘿朵拉·海茲（Rhodora Haze）
- 東妮·克莉蒂 飾 葛蕾琴（Gretchen）
- 札薇·艾希頓 飾 約瑟菲娜（Josephina）
- 湯姆·史特瑞吉 飾 強·唐德恩（Jon Dondon）
- 娜塔莉亞·戴爾 飾 可可（Coco）
- 戴維德·迪格斯 飾 達姆利許（Damrish）
- 比利·馬格努森 飾 布萊森（Bryson）
- 約翰·馬克維奇 飾 皮爾斯（Piers）
- 彼得·加迪奧特（英语：Peter Gadiot） 飾 瑞奇·布蘭（Ricky Blane）
- 馬克·史泰格（Mark Steger） 飾 霍柏曼（Hoboman）

## 製作
2017年6月，據報導，演員傑克·葛倫霍和蕾妮·羅素將合作出演一部由丹·吉洛伊自編自導的電影，珍妮佛·福克斯將擔任監製，並由Netflix出自製作及發行。2018年1月，其片名宣布為《絲絨電鋸》（Velvet Buzzsaw）。2018年3月，其他演員陣容釋出，包括札薇·艾希頓、湯姆·史特瑞吉、娜塔莉亞·戴爾、戴維德·迪格斯、東妮·克莉蒂、約翰·馬克維奇與比利·馬格努森。

### 拍攝
主要拍攝始於2018年3月5日在加利福尼亞州洛杉磯進行。

## 音樂
馬可·貝爾特拉米和巴克·山德斯（Buck Sanders）被選來為電影的配樂作曲，取代了時常與導演吉洛伊合作的詹姆斯·紐頓·霍華。

## 發行
《絲絨電鋸》於2019年1月27日在該年日舞影展上舉行全球首映。該片於2019年2月1日在Netflix上發行，並以有限上映的方式在美國戲院上映。

## 迴響
匯總媒體網站爛番茄根據197篇評論，新鮮度61%，平均得分6.1／10；該網站共識：「如果你今年（或大部份的年份中）只看一部帶有恐怖色彩的藝術世界諷刺之作的話，那就應該是《絲絨電鋸》。」。該片在Metacritic上獲得60分。

## 外部連結
- 互联网电影数据库（IMDb）上《絲絨電鋸》的资料（英文）
- 在Netflix上觀看《絲絨電鋸》